# Olivier Karekezi
Olivier Karekezi est un footballeur rwandais né le 25 mai 1983. Il peut évoluer aux postes de milieu offensif ou d'attaquant.

## Biographie
Il signe pour le Helsingborg en 2005, laissant l'APR FC, club de ses débuts.
Avec Helsingborg, il marque cinq buts en 18 matchs lors de la saison 2005. En 2006, il marque 11 buts pour Helsingborg et de ce fait, il devient le meilleur buteur du club en Allsvenskan. 
Karekezi joue 44 matchs internationaux pour l'Équipe du Rwanda de football, et représente son pays lors de la Coupe d'Afrique des nations 2004.

## Carrière
- 2003-avr. 2005 : APR FC ( Rwanda)
- avr. 2005-jan. 2008 : Helsingborgs IF ( Suède)
- jan. 2008-fév. 2010 : Ham-Kam ( Norvège)
- mars 2010-2011 : Östers IF ( Suède)
- 2011-2012 : APR FC ( Rwanda)
- jan. 2013-déc. 2013 : Club athlétique bizertin (football) ( Tunisie)
- jan. 2014-jan. 2015 : Trelleborgs FF ( Suède)